# Mauroraphidia maghrebina
Mauroraphidia maghrebina is een kameelhalsvliegensoort uit de familie van de Raphidiidae. De soort komt voor in Marokko.
Mauroraphidia maghrebina werd voor het eerst wetenschappelijk beschreven door H. Aspöck et al. in 1983.